# Valdeolmos-Alalpardo
Valdeolmos-Alalpardo är en kommun i Spanien. Den ligger i den autonoma regionen Madrid, i den centrala delen av landet, 30 km nordost om huvudstaden Madrid. Antalet invånare är 4 568 (2024).